# Список найбільших суден та кораблів потоплених U-Boot

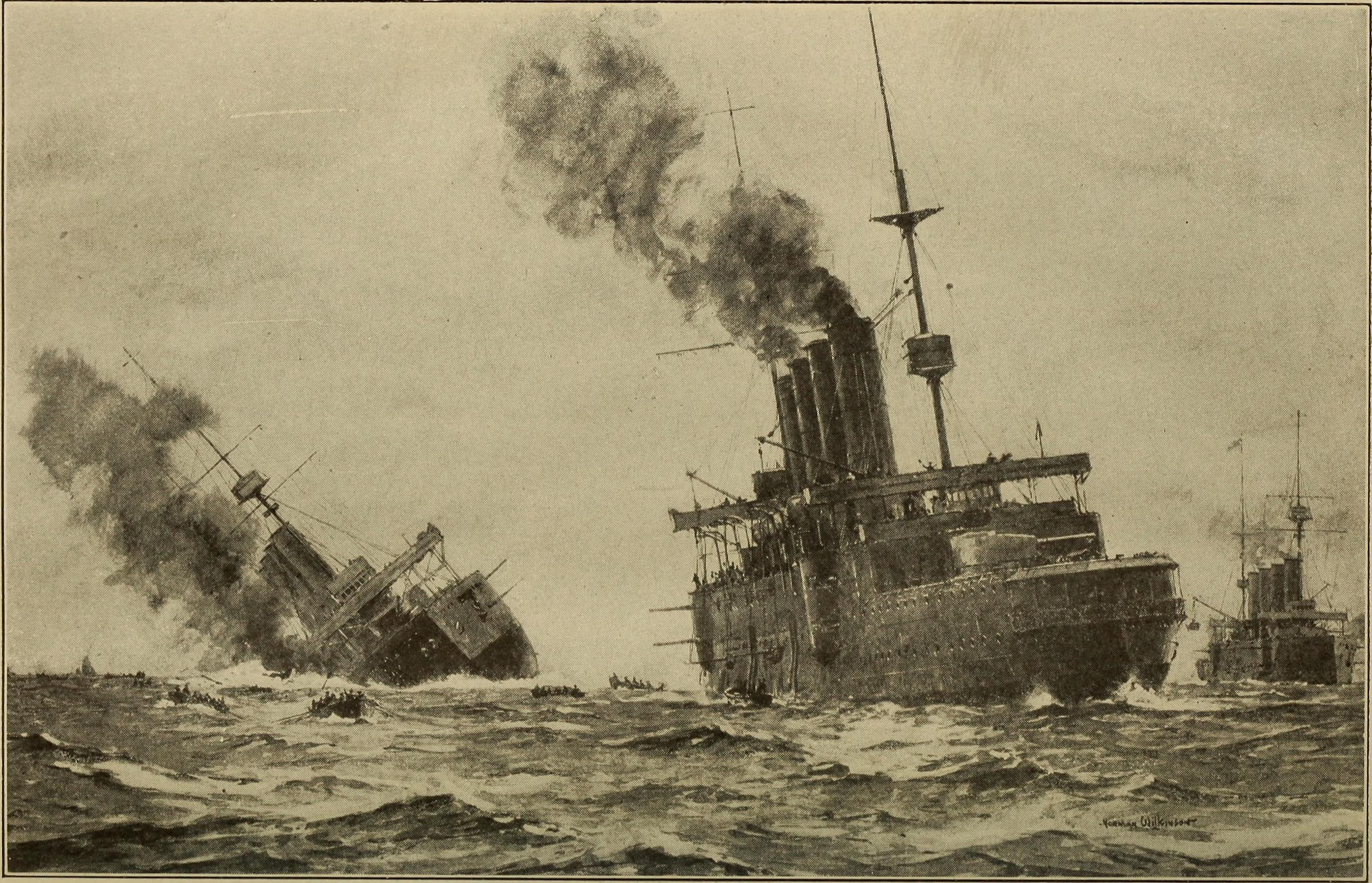
Знищення німецьким ПЧ U-9 трьох британських крейсерів в одному бою. 22 вересня 1914

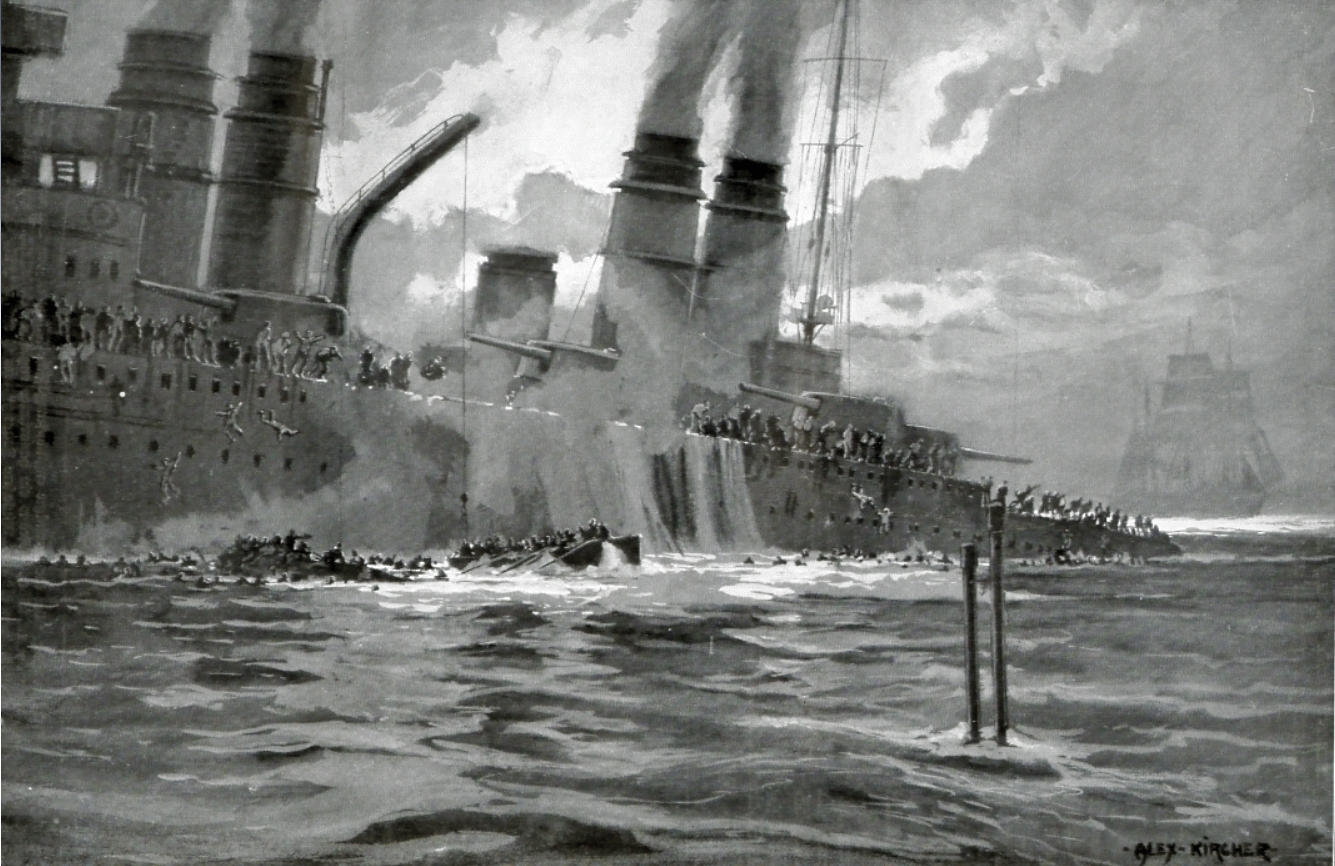
Загибель ураженого торпедою австро-угорського ПЧ U-5 французького крейсера «Леон Гамбетта». 27 квітня 1915

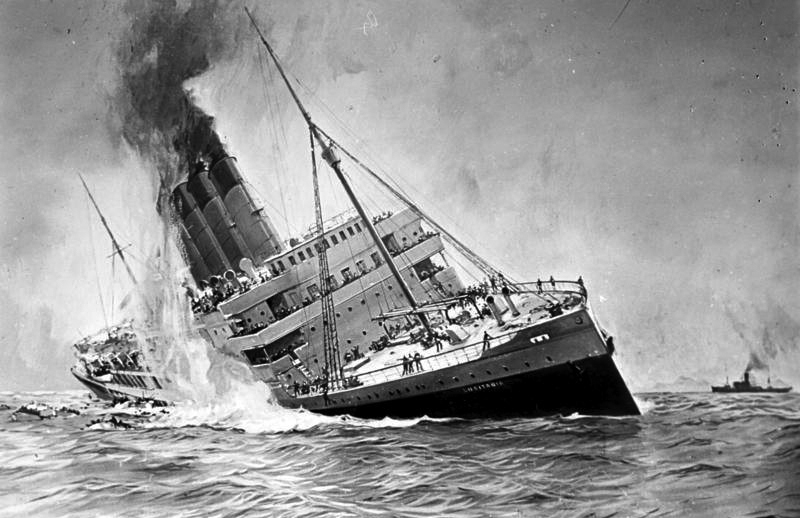
Затоплення «Лузітанії», 7 травня 1915

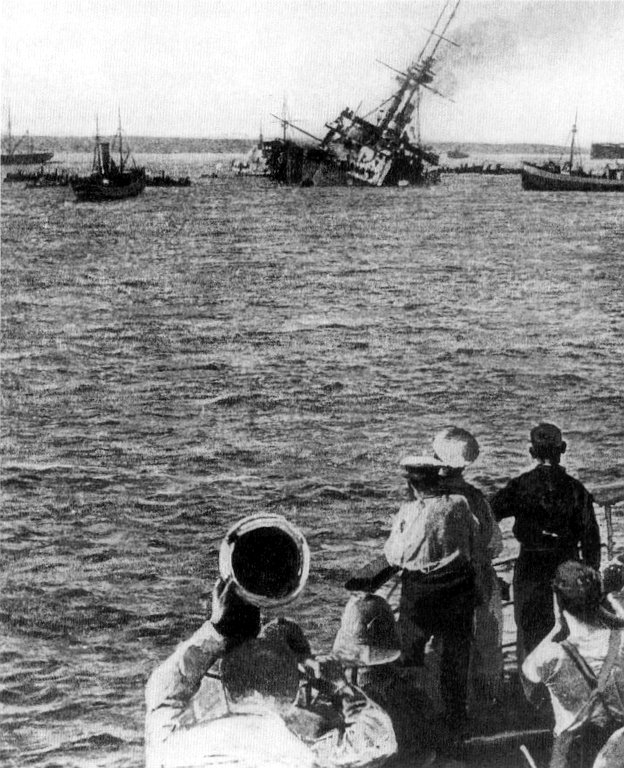
Британський пре-дредноут «Маджестік» уражений торпедою U-21 гине. 27 травня 1915

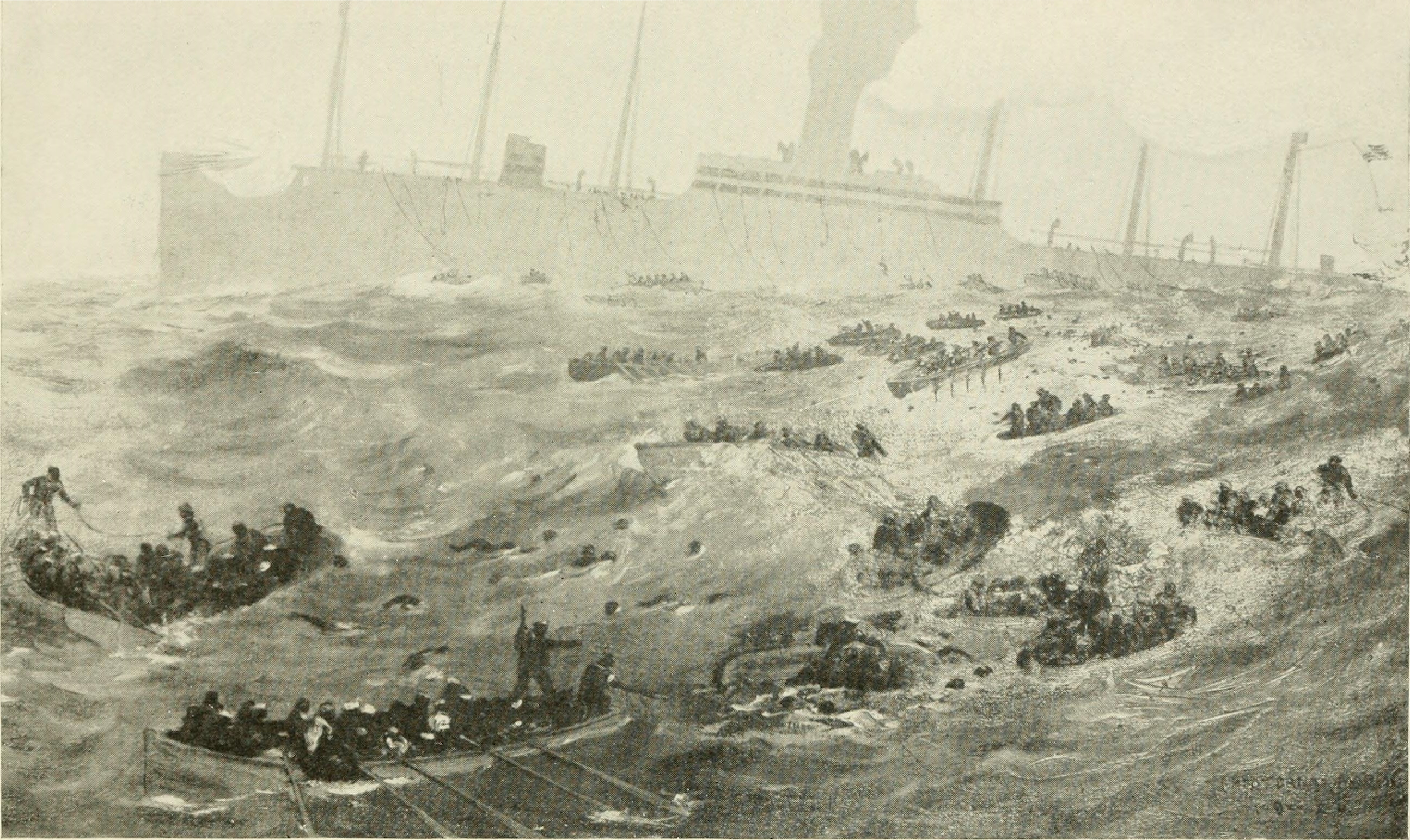
Загибель американського транспортного судна «Президент Лінкольн». 31 травня 1918

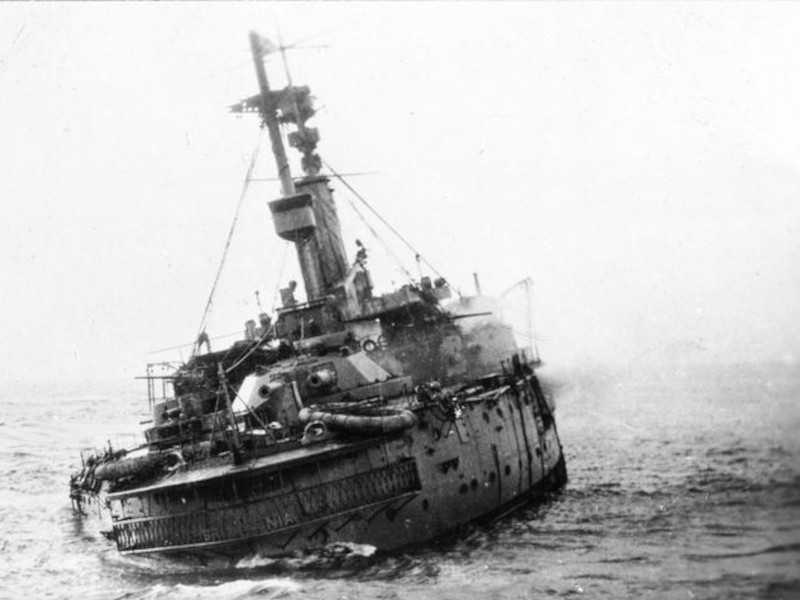
Британський пре-дредноут «Британія» тоне. 9 листопада 1918

Список найбільших суден та кораблів потоплених підводними човнами Німеччини — містить перелік військових кораблів і транспортних суден, які в роки Першої та Другої світових воєн були затоплені німецькими та австро-угорськими підводними човнами.

## Перша світова війна

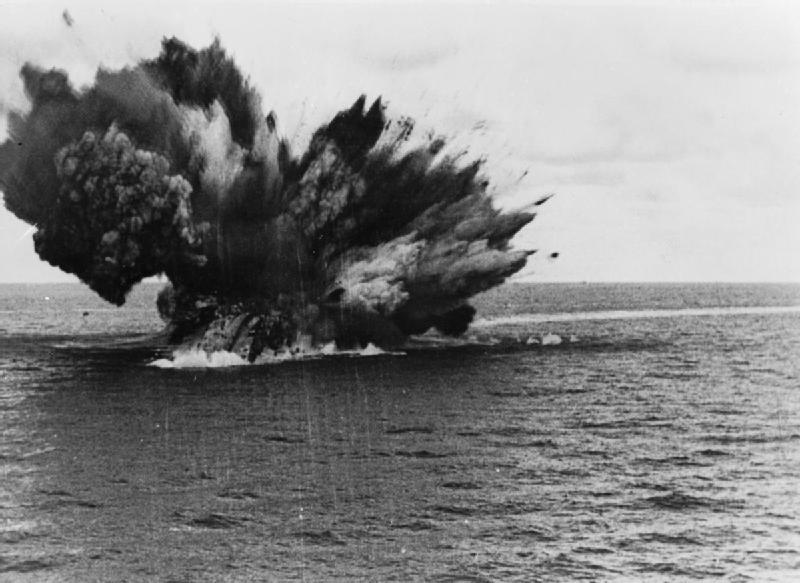
Вибух британського лінкора «Барем», ураженого торпедою ПЧ U-331. 25 листопада 1941

| #  | Фото | Корабель (судно)     | Тип корабля (судна)                           | Сумарна водотоннажність | Дата затоплення   | ПЧ, що потопив | Командир ПЧ                        | Район затоплення | Кількість жертв                                         | Прим. |
| -- | ---- | -------------------- | --------------------------------------------- | ----------------------- | ----------------- | -------------- | ---------------------------------- | --- | ------------------------------------------------------- | --- |
| 1  |      | «Британнік»          | шпитальне судно                               | 48 158 GRT              | 21 листопада 1916 | U-73           | Густав Зісс                        | біля грецького острова Кеа (37°42′05″ пн. ш. 24°17′02″ сх. д. / 37.70139° пн. ш. 24.28389° сх. д.)                            | 1065 (30 загиблих та 1035 врятовані)                    | Судно загинуло внаслідок підриву на морській міні, встановленої ПЧ U-73                                           |
| 2  |      | «Джустиціа»          | океанський лайнер/військове транспортне судно | 32 234 GRT              | 20 липня 1918     | UB-64 UB-124   | Отто фон ШрадерГанс-Оскар Вютсдорф | поблизу ірландського півострова Інішоуен (55°38′ пн. ш. 7°39′ зх. д. / 55.633° пн. ш. 7.650° зх. д.)                          | ? (10 загиблих та ? врятовані)                          | 19 липня судно було пошкоджено чотирма торпедами ПЧ UB-64 і добито двома торпедами UB-124 наступного дня          |
| 3  |      | «Лузітанія»          | океанський лайнер                             | 30 396 GRT              | 7 травня 1915     | U-20           | Вальтер Швігер                     | поблизу ірландського Кінсейла (51°25′ пн. ш. 8°33′ зх. д. / 51.417° пн. ш. 8.550° зх. д.)                                     | 1962 (1198 загиблих та 764 врятовані)                   | Див. Затоплення «Лузітанії»                                                                                       |
| 4  |      | «Меріон»             | океанський лайнер                             | 19 380 GRT              | 30 травня 1915    | UB-8           | Ернст фон Вот                      | в Егейському морі поблизу Дарданелл                                                                                           | ? (4 загиблих та ? врятовані)                           | Судно було замасковано під лінійний крейсер «Тайгер»                                                              |
| 5  |      | «Франконія»          | океанський лайнер/військове транспортне судно | 18 510 GRT              | 4 жовтня 1916     | UB-47          | Вольфганг Штайнбауер               | 195 миль східніше Мальти (36°00′ пн. ш. 18°09′ сх. д. / 36.000° пн. ш. 18.150° сх. д.)                                        | 314 (4 загиблих та 302 врятовані)                       | |
| 6  |      | «Дантон»             | дредноут                                      | 18 754 тонни            | 19 березня 1917   | U-64           | Роберт Морат                       | 22 милі на південний захід від Сардинії (38°45′35″ пн. ш. 8°03′30″ сх. д. / 38.75972° пн. ш. 8.05833° сх. д.)                 | 1102 (296 загиблих та 806 врятовані)                    | |
| 7  |      | «Президент Лінкольн» | океанський лайнер/військове транспортне судно | 18 168 GRT              | 31 травня 1918    | U-90           | Вальтер Ремі                       | в Атлантичному океані 600 миль від французького Бреста на захід (47°57′ пн. ш. 15°11′ зх. д. / 47.950° пн. ш. 15.183° зх. д.) | 715 (26 загиблих, 1 полонений та 688 врятовані)         | |
| 8  |      | «Лаконія»            | океанський лайнер                             | 18 099 GRT              | 25 лютого 1917    | U-50           | Гергард Бергер                     | західніше ірландського Фастнета (52°57′ пн. ш. 13°40′ зх. д. / 52.950° пн. ш. 13.667° зх. д.)                                 | 292 (12 загиблих та 280 врятовані)                      | |
| 9  |      | «Британія»           | пре-дредноут                                  | 16 000 тонн             | 9 листопада 1918  | UB-50          | Генріх Кукат                       | північно-західніше Гібралтарської протоки                                                                                     | 762 (50 загиблих та 712 врятовані)                      | |
| 10 |      | «Ковінгтон»          | військове транспортне судно                   | 16 339 GRT              | 1 липня 1918      | U-86           | Гельмут Брюннер-Паціг              | 100 миль західніше Уессана (47°31′ пн. ш. 7°09′ зх. д. / 47.517° пн. ш. 7.150° зх. д.)                                        | 776 (6 загиблих та 770 врятовані)                       | |
| 11 |      | «Арабік»             | океанський лайнер                             | 15 801 GRT              | 19 серпня 1915    | U-24           | Рудольф Шнайдер                    | південніше Ірландії (50°50′ пн. ш. 8°32′ зх. д. / 50.833° пн. ш. 8.533° зх. д.)                                               | ? (44 загиблих та ? врятовані)                          | |
| 12 |      | «Фомідебл»           | пре-дредноут                                  | 15 000 GRT              | 1 січня 1915      | U-24           | Рудольф Шнайдер                    | Ла-Манш (50°13′ пн. ш. 3°4′ зх. д. / 50.217° пн. ш. 3.067° зх. д.)                                                            | 667 (547 загиблих та 120 врятовані)                     | |
| 13 |      | «Галлія»             | океанський лайнер                             | 14966 GRT               | 4 жовтня 1916     | U-35           | Лотар фон Арно де ла Пер'єр        | Середземне море (38°16′12″ пн. ш. 7°18′0″ сх. д. / 38.27000° пн. ш. 7.30000° сх. д.)                                          | 2350 (близько 600 загиблих та решта врятована)          | |
| 14 |      | «Маджестік»          | пре-дредноут                                  | 16060 тонн              | 27 травня 1915    | U-21           | Отто Гершінг                       | західніше мису Геллес (Галліполі) (40°02′30″ пн. ш. 26°11′02″ сх. д. / 40.04167° пн. ш. 26.18389° сх. д.)                     | ? (49 загиблих та ? врятовані)                          | |
| 15 |      | «Лаурентік»          | допоміжний крейсер                            | 14 892 GRT              | 25 січня 1917     | U-80           | Альфред фон Глазенапп              | поблизу мису Малін-Хед ірландського півострова Інішоуен (55°12′43″ пн. ш. 6°49′4″ зх. д. / 55.21194° пн. ш. 6.81778° зх. д.)  | 475 (354 загиблих та 121 врятований)                    | Судно загинуло внаслідок підриву на двох мінах, встановлених ПЧ U-80 На судні перевозилося 43 тонн зливків золота |
| 16 |      | «Трансильванія»      | військове транспортне судно                   | 14 348 GRT              | 4 травня 1917     | U-63           | Отто Шульце                        | 2,5 милі від Савони у Генуезькій затоці (44°15′ пн. ш. 8°30′ сх. д. / 44.250° пн. ш. 8.500° сх. д.)                           | 3120 (412 загиблих та 2708 врятовані)                   | |
| 17 |      | «Тусканія»           | військове транспортне судно                   | 14 348 GRT              | 5 лютого 1918     | UB-77          | Вільгельм Маєр                     | 7 миль північніше ірландського острова Ратлин (55°37′ пн. ш. 6°26′ зх. д. / 55.617° пн. ш. 6.433° зх. д.)                     | 2397 (~ 210 загиблих та решта врятовані)                | |
| 18 |      | «Мінневаска»         | пасажирське судно                             | 14 317 GRT              | 29 листопада 1916 | UC-23          | Йоганнес Кірхнер                   | 1,5 милі від мису Дентеро в бухті Суда грецького острова Крит                                                                 | ? + понад 1600 військових (? загиблих та ? врятовані)   | Судно загинуло внаслідок підриву на морській міні, встановленої ПЧ UC-23                                          |
| 19 |      | «Дрейк»              | океанський лайнер                             | 14 300 тонн             | 2 жовтня 1917     | U-79           | Отто Рорбек                        | 5 миль північніше ірландського острова Ратлин (55°17′6″ пн. ш. 6°12′30″ зх. д. / 55.28500° пн. ш. 6.20833° зх. д.)            | ? (18 загиблих та ? врятовані)                          | |
| 20 |      | «Айверніа»           | військове транспортне судно                   | 14 278 GRT              | 1 січня 1917      | UB-47          | Вольфганг Штайнбауер               | 58 миль південно-східніше мису Матапан (35°42′ пн. ш. 23°19′ сх. д. / 35.700° пн. ш. 23.317° сх. д.)                          | ? + понад 2400 військових (120 загиблих та ? врятовані) | |
| 21 |      | «Рассел»             | пре-дредноут                                  | 13 966 тонн             | 27 квітня 1916    | U-73           | Густав Зісс                        | східніше Мальти (35°54′ пн. ш. 14°11′ сх. д. / 35.900° пн. ш. 14.183° сх. д.)                                                 | ? (125 загиблих та ? врятовані)                         | Корабель підірвався на двох мінах, встановлених ПЧ U-73                                                           |
| 22 |      | «Корнуолліс»         | пре-дредноут                                  | 13 966 тонн             | 9 січня 1917      | U-32           | Курт Гартвіг                       | 60 миль південно-східніше Мальти (35°06′ пн. ш. 15°11′ сх. д. / 35.100° пн. ш. 15.183° сх. д.)                                | ? (15 загиблих та ? врятовані)                          | |
| 23 |      | «Ауранія»            | океанський лайнер                             | 13 936 GRT              | 4 лютого 1918     | UB-67          | Гергард Шульц                      | 15 миль північно-західніше ірландського острова Ініштрагал (56°36′ пн. ш. 6°20′ зх. д. / 56.600° пн. ш. 6.333° зх. д.)        | ? (8 загиблих та ? врятовані)                           | |
| 24 |      | «Тюбантіа»           | океанський лайнер                             | 13 911 GRT              | 16 березня 1916   | UB-13          | Артур Мец                          | 50 миль від нідерландського берега (51°49′ пн. ш. 2°50′ сх. д. / 51.817° пн. ш. 2.833° сх. д.)                                | 274 (усі врятовані)                                     | |
| 25 |      | «Ла Провенс»         | океанський лайнер/допоміжний крейсер          | 13 753 GRT              | 26 лютого 1916    | U-35           | Лотар фон Арно де ла Пер'єр        | біля острова Кітера | ~ 4000 (близько 1000 загинули та решта врятовані)       | |
| 26 |      | «Міннегага»          | океанський лайнер                             | 13 714 GRT              | 7 вересня 1917    | U-48           | Карл Еделінг                       | 12 миль південніше ірландського острова Фастнет (51°17′49″ пн. ш. 9°17′52″ зх. д. / 51.29694° пн. ш. 9.29778° зх. д.)         | ? (43 загинули та ? врятовані)                          | |
| 27 |      | «Сан-Дієго»          | панцерний крейсер                             | 13 680 тонн             | 19 липня 1918     | U-156          | Ріхард Фельдт                      | 10 миль південніше американського острова Файр-Айленд (40°33′0″ пн. ш. 73°0′38″ зх. д. / 40.55000° пн. ш. 73.01056° зх. д.)   | ? (6 загинули та ? врятовані)                           | |
| 28 |      | «Карпатія»           | пасажирське судно                             | 13 555 GRT              | 17 липня 1918     | U-55           | Вільгельм Вернер                   | 120 миль на південь від ірландського острова Фастнет (49°28′0″ пн. ш. 19°46′0″ зх. д. / 49.46667° пн. ш. 19.76667° зх. д.)    | 223 (5 загинули та 218 врятовані)                       | |
| 29 |      | «Міннеаполіс»        | пасажирське судно                             | 13 543 GRT              | 23 березня 1916   | U-35           | Лотар фон Арно де ла Пер'єр        | 195 миль на схід від острова Мальта (36°20′ пн. ш. 17°57′ сх. д. / 36.333° пн. ш. 17.950° сх. д.)                             | ? (12 загинули та ? врятовані)                          | |
| 30 |      | «Міннетонка»         | пасажирське судно                             | 13 528 GRT              | 30 січня 1918     | U-64           | Роберт Морат                       | 40 миль на північний схід від острова Мальта (36°17′ пн. ш. 15°13′ сх. д. / 36.283° пн. ш. 15.217° сх. д.)                    | ? (4 загинули та ? врятовані)                           | |
| 31 |      | «Пересвєт»           | панцерник                                     | 13 500 тонн             | 2 січня 1917      | U-73           | Густав Зісс                        | 10 миль від єгипетського Порт-Саїда                                                                                           | 809 (261 загиблий та 548 врятовані)                     | Корабель підірвався на двох мінах, встановлених ПЧ U-73                                                           |
| 32 |      | «Евенджер»           | допоміжний крейсер                            | 13 441 GRT              | 14 червня 1917    | U-69           | Ернст Вільгельмс                   | західніше Шетландських островів (60°22′ пн. ш. 4°35′ зх. д. / 60.367° пн. ш. 4.583° зх. д.)                                   | ? (1 загинув та ? врятовані)                            | |
| 33 |      | «Реджіна Маргерита»  | лінійний корабель                             | 13 427 тонн             | 12 грудня 1916    | UC-14          | Франц Бекер                        | поблизу Валони | 945 (675 загинуло та 270 врятовані)                     | Корабель підірвався на двох мінах, встановлених ПЧ UC-14                                                          |
| 34 |      | «Алауніа»            | океанський лайнер                             | 13 405 GRT              | 19 жовтня 1916    | UC-16          | Егон фон Вернер                    | поблизу Гастінгса | ? (2 загинули та решта врятовані)                       | Судно загинуло внаслідок підриву на морській міні, встановленої ПЧ UC-16                                          |
| 35 |      | «Анданіа»            | океанський лайнер                             | 13 405 GRT              | 27 січня 1918     | U-46           | Лео Гіллебранд                     | 2 милі північніше ірландського острова Ратлин (55°20′ пн. ш. 6°12′ зх. д. / 55.333° пн. ш. 6.200° зх. д.)                     | ? (7 загинули та решта врятовані)                       | |
| 36 |      | «Кимрік»             | океанський лайнер/військове транспортне судно | 13 370 GRT              | 8 травня 1916     | U-20           | Вальтер Швигер                     | 140 миль південно-західніше ірландського Фастнета                                                                             | ? (5 загинули та решта врятовані)                       | |
| 37 |      | «Орама»              | допоміжний крейсер                            | 12 927 GRT              | 19 жовтня 1917    | U-62           | Ернст Гашаген                      | Біскайська затока (48°00′ пн. ш. 6°12′ зх. д. / 48.000° пн. ш. 6.200° зх. д.)                                                 | ? (5 загинули та решта врятовані)                       | |
| 38 |      | «Сюффрен»            | пре-дредноут                                  | 12 750 тонни            | 25 листопада 1916 | U-52           | Ганс Вальтер                       | 90 миль західніше португальського берега (39°10′ пн. ш. 10°48′ зх. д. / 39.167° пн. ш. 10.800° зх. д.)                        | 648 (усі загинули)                                      | |
| 39 |      | «Атос»               | вантажо-пасажирське судно                     | 12 644 GRT              | 17 лютого 1917    | U-65           | Герман фон Фішель                  | 200 миль східніше Мальти (35°20′0″ пн. ш. 18°31′59″ сх. д. / 35.33333° пн. ш. 18.53306° сх. д.)                               | 1950 (754 загинули та решта врятовані)                  | |
| 40 |      | «Калгаріан»          | допоміжний крейсер                            | 12 515 GRT              | 1 березня 1918    | U-19           | Йоганнес Шпісс                     | північніше ірландського острова Ратлин (55°25′ пн. ш. 6°15′ зх. д. / 55.417° пн. ш. 6.250° зх. д.)                            | ? (49 загинули та ? врятовані)                          | |
| 41 |      | «Міссанабі»          | пасажирське судно                             | 12 469 GRT              | 9 вересня 1918    | UB-87          | Карл Петрі                         | 52 милі південніше ірландського берега (51°11′ пн. ш. 7°25′ зх. д. / 51.183° пн. ш. 7.417° зх. д.)                            | ? (45 загинули та ? врятовані)                          | |
| 42 |      | «Малоджа»            | пасажирське судно                             | 12 431 GRT              | 27 лютого 1916    | UC-6           | Граф Маттіас фон Шметтов           | Па-де-Кале (51°05′ пн. ш. 1°19′ сх. д. / 51.083° пн. ш. 1.317° сх. д.)                                                        | ? (155 загинули та ? врятовані)                         | Судно підірвалося на мінах, встановлених ПЧ UC-6                                                                  |
| 43 |      | «Леон Гамбетта»      | панцерний крейсер                             | 12 550 GRT              | 27 квітня 1915    | U-5            | Георг Людвіг фон Трапп             | 15 миль південніше півострова Салентина (39°30′ пн. ш. 18°15′ сх. д. / 39.500° пн. ш. 18.250° сх. д.)                         | 821 (684 загинули та 137 врятовані)                     | |
| 44 |      | «Тріумф»             | пре-дредноут                                  | 12370 тонн              | 25 травня 1915    | U-21           | Отто Гершінг                       | західніше мису Геллес (Галліполі)                                                                                             | ? (78 загиблих та ? врятовані)                          | |
| 45 |      | «Медина»             | океанський лайнер                             | 12 350 GRT              | 28 квітня 1917    | UB-31          | Томас Бібер                        | поблизу Старт-Пойнта (50°15′ пн. ш. 3°30′ зх. д. / 50.250° пн. ш. 3.500° зх. д.)                                              | 821 (684 загинули та 137 врятовані)                     | |
| 46 |      | «Отвей»              | океанський лайнер/допоміжний крейсер          | 12077 GRT               | 23 липня 1917     | UC-49          | Карл Петрі                         | північніше Гебридських островів (58°54′ пн. ш. 6°28′ зх. д. / 58.900° пн. ш. 6.467° зх. д.)                                   | ? (10 загинули та решта врятовані)                      | |
| 47 |      | «Бурдігала»          | океанський лайнер/допоміжний крейсер          | 12009 GRT               | 14 листопада 1916 | U-73           | Густав Зісс                        | 2 милі північно-західніше грецького острова Кеа (37°40′ пн. ш. 24°17′ сх. д. / 37.667° пн. ш. 24.283° сх. д.)                 | ? (1 загиблий)                                          | Судно підірвалося на міні, встановлений ПЧ U-73                                                                   |
| 48 |      | «Абукір»             | панцерний крейсер                             | 12000 GRT               | 22 вересня 1914   | U-9            | Отто Веддіген                      | Північне море (53°0′ пн. ш. 3°45′ сх. д. / 53.000° пн. ш. 3.750° сх. д.)                                                      | Загалом загинуло 1459 британських моряків               | Усі три крейсери були знищені торпедними атаками U-9 в бою 22 вересня                                             |
| 49 |      | «Крессі»             | панцерний крейсер                             | 12000 GRT               | 22 вересня 1914   | U-9            | Отто Веддіген                      | Північне море (53°0′ пн. ш. 3°45′ сх. д. / 53.000° пн. ш. 3.750° сх. д.)                                                      | Загалом загинуло 1459 британських моряків               | Усі три крейсери були знищені торпедними атаками U-9 в бою 22 вересня                                             |
| 50 |      | «Хог»                | панцерний крейсер                             | 12000 GRT               | 22 вересня 1914   | U-9            | Отто Веддіген                      | Північне море (53°0′ пн. ш. 3°45′ сх. д. / 53.000° пн. ш. 3.750° сх. д.)                                                      | Загалом загинуло 1459 британських моряків               | Усі три крейсери були знищені торпедними атаками U-9 в бою 22 вересня                                             |

## Друга світова війна
| #  | Фото        | Корабель (судно)    | Тип корабля (судна)                           | Сумарна водотоннажність | Дата затоплення   | ПЧ, що потопив | Командир ПЧ                      | Район затоплення | Кількість жертв                         | Прим. |
| -- | ----------- | ------------------- | --------------------------------------------- | ----------------------- | ----------------- | -------------- | -------------------------------- | --- | --------------------------------------- | --- |
| 1  |             | «Імпрес оф Бритн»   | океанський лайнер/пасажирське судно           | 42 348 GRT              | 28 жовтня 1940    | U-32           | Ганс Єніш                        | біля ірландського острова Аранмор (55°16′ пн. ш. 9°50′ зх. д. / 55.267° пн. ш. 9.833° зх. д.)                                                 | 623 (40 загиблих та 583 врятовані)      | 26 жовтня судно уражено двома 250-кг бомбами німецького Fw 200 Condor 2./KG 40 обер-лейтенанта Бернгарда Йопе; добито торпедами ПЧ U-32 |
| 2  |             | «Барем»             | лінійний корабель                             | 33110 тонн              | 25 листопада 1941 | U-331          | Ганс Дідріх фон Тізенгаузен      | північніше Сіді-Баррані, Єгипет (32°34′ пн. ш. 26°24′ сх. д. / 32.567° пн. ш. 26.400° сх. д.)                                                 | 1311 (862 загинуло та 449 врятовані)    | |
| 3  |             | «Ройал Оак»         | лінійний корабель                             | 31 630 тонн             | 14 жовтня 1939    | U-47           | Гюнтер Прін                      | ВМБ Скапа-Флоу (58°55′ пн. ш. 2°59′ зх. д. / 58.917° пн. ш. 2.983° зх. д.)                                                                    | 1260 (835 загинуло та 425 врятовані)    | |
| 4  |             | «Стратгаллан»       | транспортне судно                             | 23 722 GRT              | 21 грудня 1942    | U-562          | Горст Гамм                       | 40 миль північніше Орана 36°52′ пн. ш. 00°34′ зх. д. / 36.867° пн. ш. 0.567° зх. д.                                                           | 5122 (16 загиблих та 5106 вцілілих)     | |
| 5  | [ Прим. 1 ] | «Оркейдз»           | пасажирське судно                             | 23 456 GRT              | 10 жовтня 1942    | U-172          | Карл Еммерманн                   | 220 миль на південний захід від Кейптауна 35°15′ пд. ш. 14°40′ сх. д. / 35.250° пд. ш. 14.667° сх. д.                                         | 1067 (45 загиблих та 1022 вцілілих)     | |
| 6  |             | «Арк Роял»          | авіаносець                                    | 22 600 GRT              | 13 листопада 1941 | U-81           | Фрідріх Гуггенбергер             | 30 морських миль східніше Гібралтара 36°3′ пн. ш. 4°45′ зх. д. / 36.050° пн. ш. 4.750° зх. д.                                                 | 1488 (1 загинув та 1487 вцілілих)       | |
| 7  |             | «Ігл»               | авіаносець                                    | 22 600 GRT              | 11 серпня 1942    | U-73           | Гельмут Розенбаум                | 70 миль східніше Майоркі 38°3′0″ пн. ш. 3°1′12″ сх. д. / 38.05000° пн. ш. 3.02000° сх. д.                                                     | 1087 (160 загиблих та 927 вцілілих)     | |
| 8  |             | «Корейджес»         | авіаносець                                    | 22 500 GRT              | 17 вересня 1939   | U-29           | Отто Шугарт                      | 350 миль західніше Лендс-Енд 50°10′ пн. ш. 14°45′ зх. д. / 50.167° пн. ш. 14.750° зх. д.                                                      | 1259 (518 загиблих та 741 вцілілий)     | |
| 9  |             | MV Terje Viken      | китобійне судно-фабрика                       | 20 638 GRT              | 7 березня 1941    | U-99           | Отто Кречмер                     | південно-західніше Ісландії 60°00′ пн. ш. 12°50′ зх. д. / 60.000° пн. ш. 12.833° зх. д.                                                       | 107 (2 загинуло та 105 врятовані)       | Китобійна база уражена двома торпедами U-47 капітан-лейтенанта Гюнтера Пріна, добита U-99                                               |
| 10 |             | «Карінтія»          | пасажирське судно/допоміжний крейсер          | 20 277 GRT              | 6 червня 1940     | U-46           | Енгельберт Ендрасс               | західніше ірландської бухти Голвей 53°13′ пн. ш. 10°40′ зх. д. / 53.217° пн. ш. 10.667° зх. д.                                                | ? (4 загинуло та ? врятовані)           | |
| 11 |             | «Герцогиня Атолл»   | океанський лайнер                             | 20 119 GRT              | 10 жовтня 1942    | U-178          | Вільгельм Доммес                 | 200 миль східніше острова Вознесіння 7°03′ пд. ш. 11°12′ зх. д. / 7.050° пд. ш. 11.200° зх. д.                                                | 825 (4 загинуло та 821 врятований)      | |
| 12 |             | «Ворвік Касл»       | військове транспортне судно                   | 20 107 GRT              | 14 листопада 1942 | U-413          | Густав Пель                      | 200 миль північно-західніше португальського мису Ешпінель 39°12′ пн. ш. 13°25′ зх. д. / 39.200° пн. ш. 13.417° зх. д.                         | 462 (96 загинуло та 366 врятованих)     | |
| 13 |             | «Лаконія»           | океанський лайнер/військове транспортне судно | 19 695 GRT              | 12 вересня 1942   | U-156          | Вернер Гартенштайн               | 360 миль на північний схід від острова Вознесіння 5°05′ пд. ш. 11°38′ зх. д. / 5.083° пд. ш. 11.633° зх. д.                                   | 2741 (1658 загинуло та 1083 врятованих) | |
| 14 |             | «Віце-король Індії» | океанський лайнер/військове транспортне судно | 19 627 GRT              | 11 листопада 1942 | U-407          | Ернст-Ульріх Брюллер             | 34 милі на північний захід від Орану 36°26′ пн. ш. 0°24′ зх. д. / 36.433° пн. ш. 0.400° зх. д.                                                | 454 (4 загинуло та 450 врятованих)      | |
| 15 |             | «Лаурентік»         | океанський лайнер/допоміжний крейсер          | 18 724 GRT              | 3 листопада 1940  | U-99           | Отто Кречмер                     | західніше ірландського Бладі Фореленду 54°09′ пн. ш. 13°44′ зх. д. / 54.150° пн. ш. 13.733° зх. д.                                            | 417 (49 загинуло та 368 врятованих)     | |
| 16 |             | «Керамік»           | океанський лайнер/військове транспортне судно | 18 713 GRT              | 7 грудня 1942     | U-515          | Вернер Генке                     | 420 миль на північний захід від Азорських островів 40°30′ пн. ш. 40°20′ зх. д. / 40.500° пн. ш. 40.333° зх. д.                                | 655 (654 загинуло та 1 вцілілий)        | |
| 17 |             | «Скотстаун»         | допоміжний крейсер                            | 17 046 GRT              | 13 червня 1940    | U-25           | Гайнц Бедун                      | 80 миль західніше від острова Барра шотландських Західних островів 57°00′ пн. ш. 9°57′ зх. д. / 57.000° пн. ш. 9.950° зх. д.                  | 352 (7 загиблих та 345 вцілілих)        | |
| 18 |             | «Демпо»             | військове транспортне судно                   | 17 024 GRT              | 17 березня 1944   | U-371          | Вальдемар Мель                   | 30 миль північніше алжирського Беджая 37°08′ пн. ш. 5°27′ сх. д. / 37.133° пн. ш. 5.450° сх. д.                                               | 333 (усі вцілілі)                       | |
| 19 |             | «Космос II»         | китобійна база                                | 16 966 GRT              | 29 жовтня 1942    | U-624          | Граф Ульріх фон Зоден-Фраунгофен | 17 миль північніше мису Гаттерас 54°40′ пн. ш. 29°00′ зх. д. / 54.667° пн. ш. 29.000° зх. д.                                                  | 150 (33 загинули та 117 вцілілі)        | |
| 20 |             | «Трансильванія»     | допоміжний крейсер                            | 16 923 GRT              | 10 серпня 1940    | U-56           | Отто Гармс                       | 40 миль на північний захід від мису Малін-Хед ірландського півострова Інішоуен (55°50′ пн. ш. 8°03′ зх. д. / 55.833° пн. ш. 8.050° зх. д.)    | 336 (36 загинули та 300 вцілілі)        | |
| 21 |             | «Раджпутана»        | океанський лайнер/допоміжний крейсер          | 16 644 GRT              | 13 квітня 1941    | U-108          | Клаус Шольц                      | західніше Рейк'явіка (64°50′ пн. ш. 27°25′ зх. д. / 64.833° пн. ш. 27.417° зх. д.)                                                            | 325 (42 загинули та 283 вцілілі)        | |
| 22 |             | «Форфар»            | океанський лайнер/допоміжний крейсер          | 16 402 GRT              | 2 грудня 1940     | U-99           | Отто Кречмер                     | 500 миль західніше Ірландії (54°35′ пн. ш. 18°18′ зх. д. / 54.583° пн. ш. 18.300° зх. д.)                                                     | 193 (172 загинули та 21 вцілілий)       | |
| 23 |             | «Емпайр Херітейдж»  | танкер                                        | 15 702 GRT              | 8 вересня 1944    | U-482          | Гартмут фон Матушка              | північніше острова Торі (Ірландія) (55°27′ пн. ш. 8°01′ зх. д. / 55.450° пн. ш. 8.017° зх. д.)                                                | 163 (112 загинули та 51 вцілілий)       | |
| 24 |             | «Арандора Стар»     | пасажирське судно/військове транспортне судно | 15 501 GRT              | 2 липня 1940      | U-47           | Гюнтер Прін                      | 125 миль на північний захід від мису Малін-Хед ірландського півострова Інішоуен (55°20′ пн. ш. 10°33′ зх. д. / 55.333° пн. ш. 10.550° зх. д.) | 1673 (805 загинули та 868 вцілілих)     | |